# Агентство Азербайджанской Республики по разминированию
Агентство Азербайджанской Республики по разминированию (азерб. Azərbaycan Respublikasının Minatəmizləmə Agentliyi, ANAMA) — государственный орган Азербайджанской Республики, действующий в области разминирования освобожденных от оккупации территорий страны.

## Общие сведения
Национальное агентство по очистке территорий от мин (ANAMA) учреждено 18 июля 1998 года согласно Распоряжению Президента Азербайджана № 854 при Государственной комиссии по реконструкции и восстановлению пострадавших территорий.
Агентство функционирует в соответствии с Национальным стратегическим планом и принципами Национального агентства по очистке территорий от мин.
В 2021 году Национальное агентство по разминированию территорий Азербайджанской Республики было преобразовано в Агентство Азербайджанской Республики по разминированию.

## Цели и задачи
Основная цель деятельности Агентства — создать национальный потенциал по разминированию и планировать, координировать и управлять всей деятельностью по разминированию и очистке территорий страны от мин и неразорвавшихся боеприпасов.
Задачи Агентства:

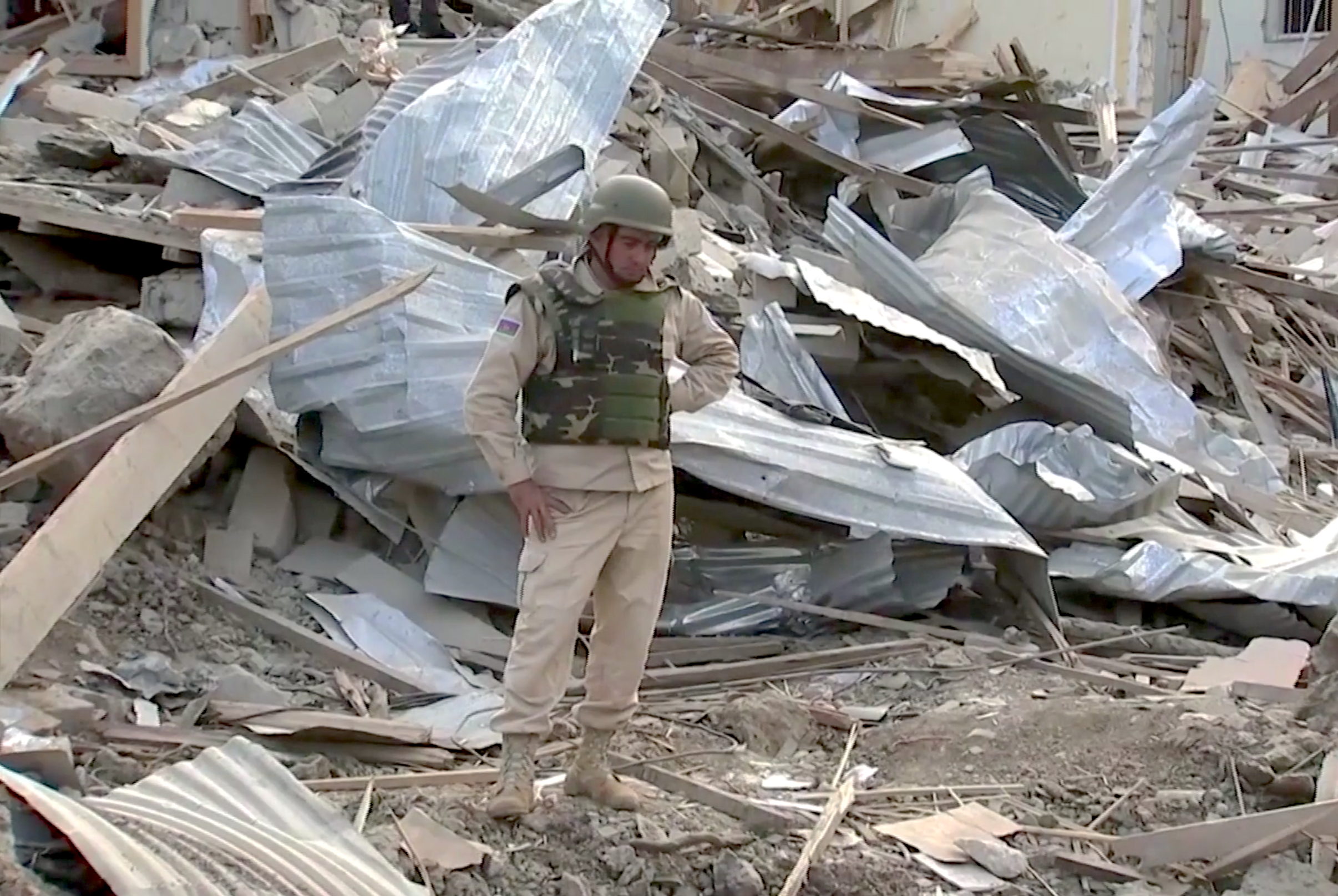
Сотрудник ANAMA стоящий среди руин разрушенного жилого дома в Гяндже после ракетного обстрела города вооруженными силами Армении

- сократить количество несчастных случаев со смертельным исходом и травм, вызванных взрывами мин
- восстановить и реконструировать инфраструктуру
- обеспечить возможности для обеспечения безопасности пищевых продуктов и получения доходов

## Структура
Правление Агентства состоит из председателя и двух его заместителей.
Имеются два региональных офиса в Горадизе, Физулинском районе и Гёйгёльском районе, 4 операционных центра, расположенных в Тертерском, Агджабединском, Агстафинском районах и городе Баку.

## Деятельность
2 апреля 1999 года принята Программа противоминной деятельности, которая является совместным проектом правительства Азербайджана и ПРООН.
С момента создания агентства по 2017 год было очищено от мин более 40 тысяч гектаров территории Азербайджана. Было обнаружено и обезврежено 796 754 мин и неразорвавшихся боеприпасов (НРБ).
В октябре 2018 года было заключено соглашение о сотрудничестве между Агентством и Парком высоких технологий НАНА, созданным в 2016 году.
В Карабахе за весь период конфликта установлено около 1,5 млн мин на площади 7 000 м2. Мины закладывались хаотично, без опознавательных знаков и ограждений. Мины-ловушки устанавливались на дорогах, кладбищах и иных гражданских объектах.
На март 2024 года 147 тысяч 988 гектар территории Карабаха сильно загрязнены минами. 675 тысяч 570 гектар являются зонами средней и низкой опасности.
Арменией точных карт минных полей Азербайджану не представлено. Представленные карты охватывают лишь 5 % территории с точностью 25 %.
В ноябре 2020 года Программой развития ООН было выделено 12,5 млн долл. на разминирование. 7 февраля 2024 года ЕС было выделено 4,25 млн евро. Общая стоимость разминирования всей территории оценивается в 25 млрд долл.
Стоимость обезвреживания одной мины составляет от 300 до 1000 долл., тогда как стоимость производства мины — от 3 до 75 долларов.
Программа развития ООН оказывает помощь в обучении, оснащении и размещении групп экстренного реагирования с целью обезвреживания неразорвавшихся боеприпасов.
За 2023 год обнаружено и обезврежено 3 495 противопехотных и 5 034 противотанковые мины, 23 049 неразорвавшихся боеприпасов. Очищено от мин 53 081,8 гектара территории.
С 2020 по март 2024 года разминировано 118 000 гектар освобождённой территории, что составляет 10,5 % от всей заминированной территории в период конфликта.
С 10 ноября 2020 года по август 2024 года на освобождённых территориях от мин и неразорвавшихся боеприпасов очищено 155 тысяч 447 гектар территории. По апрель 2024 года обнаружено и обезврежено 116 574 мин, из них 65 тысяч 585 единиц неразорвавшихся боеприпасов, 31 тысяча 919 единиц противопехотных мин, 19 тысяч 70 единиц противотанковых мин.
Всего с 1991 года по апрель 2024 года от мин в Азербайджане пострадало 3 429 чел. Из них 595 чел. погибло. С 10 ноября 2020 года по апрель 2024 года от мин погибло 68 человек. 293 человек получили тяжелые ранения.
Агентство организует тренинги по минной безопасности для переезжающих на освобождённые территории.

## Председатели
- Назим Исмайлов[14]
- Вугар Сулейманов (с 4 февраля 2021)[15]

## Международное сотрудничество
В 2004 году осуществлялось сотрудничество с консалтинговой корпорацией «RONCO» (США). Была составлена Программа борьбы с минной угрозой в Азербайджане.
С 2005 по 2010 годы при поддержке Агентства НАТО по материально-техническому обеспечению (NSPA) и Фонда «Партнёрство во имя мира» осуществлялся проект «Салоглы». Было очищено от мин более 5 млн м2.
С 2008 года ведётся активное сотрудничество с Афганистаном в плане разминирования территорий обеих государств.
В 2011 году Агентство посодействовало турецкой компании под названием «Nokta» в очистке земельного участка площадью 160 тысяч м2. на границе Турции с Сирией.
В сентябре 2018 года был реализован совместный проект Агентства НАТО по материально-техническому обеспечению (NSPA) и ANAMA под названием «Джейранчёль», который считается вторым после «Салоглы» по масштабу. Суть данного проекта заключалась в очистке земельного участка площадью 64 млн м2 в Газахском районе, на пограничной с Грузией территории. Осуществление проекта проходило в три фазы:
1. Первая фаза (2012—2014), очищено 19 км2.
2. Вторая фаза (2014—2016), очищено 25 км2.
3. Третья фаза (2017—2018), очищено 22 км2

Финансовую поддержку оказали такие государства, как Венгрия, Турция, США, Великобритания, Норвегия, Финляндия, Исландия, Япония, Латвия.